# Trinidad e Tobago ai Giochi della XVIII Olimpiade
Trinidad e Tobago partecipò ai Giochi della XVIII Olimpiade, svoltisi a Tokyo dal 10 al 24 ottobre 1964, con una delegazione di tredici atleti impegnati in quattro discipline per un totale di dieci competizioni. Portabandiera alla cerimonia di apertura fu il quattrocentista Wendell Mottley.
Fu la quarta partecipazione di questo paese ai Giochi estivi. Furono conquistate tre medaglie, tutte nell'atletica leggera: una d'argento e due di bronzo.

## Medagliere

### Per discipline
| Sport            | Oro | Argento | Bronzo | Totale |
| ---------------- | --- | ------- | ------ | ------ |
| Atletica leggera | 0   | 1       | 2      | 3      |
| Totale           | 0   | 1       | 2      | 3      |

### Medaglie
| Medaglia | Atleta                                                   | Sport            | Evento                   |
| -------- | -------------------------------------------------------- | ---------------- | ------------------------ |
| Argento  | Wendell Mottley                                          | Atletica leggera | 400 metri piani maschili |
| Bronzo   | Edwin Roberts                                            | Atletica leggera | 200 metri piani maschili |
| Bronzo   | Edwin Skinner Kent Bernard Edwin Roberts Wendell Mottley | Atletica leggera | Staffetta 4×400 metri    |